# Abbon de Poitiers
Pour les articles homonymes, voir Abbon.
Abbon est un des plus anciens comtes de Poitiers connus.
Il est nommé par Charlemagne en 778, en même temps que huit autres comtes dans l’ancien royaume d'Aquitaine : il s’agit pour l’empereur de réorganiser le sud de son Royaume. Il est pour cela choisi dans son entourage proche, les antrustions.
On conserve relativement peu de traces de son action, vraisemblablement parce qu’il fut efficace : il rend la justice, et maintient l’ordre dans son comté.
Il est encore comte de Poitiers en 791 de façon certaine ; peut-être encore en 811, mais sans certitude.
Il est aussi possible que le comte Abbon de Poitiers dont le décès est indiqué en 811 soit le fils du comte Abbon nommé par Charlemagne en 778.

## Sources
- Michel Dillange, Les Comtes de Poitou, ducs d'Aquitaine : 778-1204, Mougon, Geste éd., coll. « Histoire », 1995, 303 p., ill., couv. ill. en coul. ; 24 cm (ISBN 2-910919-09-9, ISSN 1269-9454, BNF 35804152)